# Хал Абелсон
Харолд „Хал” Абелсон (рођен 26. 4. 1947) је професор електротехнике и рачунарства на Масачусетском технолошком институту (МИТ), члан Института инжењера електротехнике и електронике (ИЕЕЕ) и основач Кријејтив комонс и Задужбине за слободни софтвер.
Он је режирао прву имплементацију језика Лого за Епл II, што је језик учинило распрострањеним на персоналним рачунарима од 1981. године . Издао је књигу о Лого-у 1982. године. Заједно са Џералдом Џеј Сузманом, развио је МИТ-ов уводни рачунарски предмет, структура и интерпретација компјутерског програма. Предмет је организован око идеје да је компујетрски језик првенствено формални медиј за изражавање идеја о методологији, а не само начин да компјутер извршава операције. Такође, Абелсон и Сузман сарађују у формирању МИТ-овог Пројекта из математике и рачунарства.

## Образовање
Абелсон је власник бакалауреата уметности са Принстон универзитета. Стекао је титулу доктора филозофије из обласите математике на МИТ-у под надзором математичара Дениса Суливана.

## Рад

### Информатичко образовање
Абелсон се дуже време залаже за коришћење рачунара у образовању. Његова књига „Геометрија корњаче” написана са Андреом ди Сесом 1981.године, представила је рачунски приступ геометрији. Марта 2015.године копија Абелсонове имплментације графике корњаче из 1969.године продата је на првој светској аукцији комјутерских алгоритама.
Абелсонова књига „Структура и интерпретација рачунарских програма”, видео лекције и доступност Схеме, дијалект Лисп-а, на персоналним рачунарима имали су утицај на унверзитетима широм света.
Био је гостујући професор у Гугл-у, где је био део тима за развој апликација за Андроид, образовни програм који је имао за циљ да олакша људима који немају искуства у програмирању да пишу мобилне апликације. Коаутор је књиге „Развој апликација” са Давидом Волбером, Еленом Спертус и Лиз Луни, објављена 2011.године. Након што је Гугл објавио „Развој апликација” као софтвер отвореног типа крајем 2009. године, Абелсон је постао кодиректор МИТ центра за мобилно учење.

### Рачунарске алатке
Абелсон и Сузман такође сарађују у формирању МИТ Пројекта из математике и рачунарства, који је пројекат МИТ лабораторије за рачунарску науку и вештачку интелигенцију (ЦСАИЛ), циљ пројекта је стварање бољих алата за научнике и инжењере. Чак и са моћним нумеричким рачунарима истраживање сложених физичких система још увек захтева значајан људски напор.
Заједно са својим студентима, Абелсон и Сузман комбинују методе из нумеричке математике, рачунарског алгебарског система и хеуристичког програмирања да развију програме који, не само извршавају масивна нумеричка израчунавања већ интерпретирају та израчунавања и дискутују резултате у квалитативним условима. Такви програми формирају базу интелигентних научних инструмената који посматрају физичке системе базиране на детаљним описима понашања. Генерално, они би могли довести до нове генерације рачунарских алата који могу аутономно истраживати сложене физичке системе, и који ће играти важну улогу у будућој научној и инжењерској пракси. У исто време, ови програми садрже рачунске формулације научног знања које могу бити темељи бољих начина учења науку и инжењерство..

### Покрет слободног софтвера
Абелсон и Сузман су такође били део покрета слободног софтвера (ФСМ), укључујући службу у управном одбору Фондације за слободни софтвер (ФСФ).
Абелсон је учествовао у објављивању Ендру Хуангове књиге „Хаковање Ексбокса”, Кит Винстајнове седмолинијске Перл ДеЦСС скрипте и пројекта за приступ музици из библиотеке (ЛАМП), МИТ-ов систем за приступ музици унутар универзитетског насеља.

## Остале припадности
Абелсон је такође оснивач Кријејтив комонса, Јавног знања и директор Центра за демократију и технологију, како је наведено у његовој биографији.

## Награде и одликовања
- 1992. је именован је за једног од шест МИТ-ових инаугуралних МекВикар факултетских сарадника као признање за његов значајн и континуалан допринос учењу и академском образовању[10]
- Боуз награда за учење 1992. године од стране МИТ-ове инжењерске школе[10]
- Тејлор Л. Бут награда 1995. године од стране ИЕЕЕ рачунарског друштва коју је добио због свог континуалног доприноса педагогији и учењу уводних рачунарских наука[14]
- АЦМ Карл В. Карлстром награда за изванредног наставника 2011. године због доприноса образовању у области рачунарства и предвођења покрета за слободне ресурсе у едукацији[11]
- СИГЦСЕ награда за изванредан допринос образовању у области рачунарских наука од стране Удружења за рачунарску машинерију (АЦМ) 2012. године[15]